# Dernier Caprice
Pour plus de détails, voir Fiche technique et Distribution.
Dernier Caprice (小早川家の秋, Kohayagawa-ke no aki, litt. « L'Automne de la famille Kohayagawa ») est un film japonais réalisé par Yasujirō Ozu, sorti en 1961. C'est l'avant-dernier film du réalisateur.

## Synopsis
Monsieur Kohayagawa est un vieil homme veuf qui dirige de loin une brasserie. Il a deux filles, Fumiko et Noriko, et une belle-fille, veuve de son fils, Akiko qui s'occupe d'une galerie d'art. Fumiko est mariée à un des employés de la brasserie, et Noriko refuse tous les prétendants. Les affaires vont mal et la brasserie est menacée. Son beau-frère, le mari de sa sœur, propose à Akiko de se remarier avec un industriel qu'il connaît, mais celle-ci, qui a déjà un enfant et était heureuse avec son mari défunt — un universitaire —, hésite.
Pour sa part, Kohayagawa mène une double vie : il se rend fréquemment chez une femme qui a été autrefois sa maîtresse ; il est peut-être le père de sa fille, une jeune femme assez délurée qui sort avec des Américains.
Victime chez lui d'un infarctus, Kohayagawa semble se rétablir rapidement. Malgré la surveillance de Fumiko, il s'échappe pour aller une nouvelle fois voir son ancienne maîtresse. Une nouvelle attaque chez celle-ci lui est fatale.
Lors de l'enterrement, chacun décide de son existence : le gendre se résout à céder la propriété de la brasserie à un concurrent plus gros ; Noriko décide de partir à Sapporo où l'attend son amoureux ; Akiko, elle, restera seule pour élever ses enfants.

## Fiche technique
- Titre : Dernier Caprice
- Titre original : 小早川家の秋 (Kohayagawa-ke no aki?)
- Titre anglais : End of Summer
- Réalisation : Yasujirō Ozu
- Scénario : Yasujirō Ozu et Kōgo Noda
- Musique : Toshirō Mayuzumi
- Photographie : Asakazu Nakai
- Décors : Tomoo Shimogawara
- Montage : Kōichi Iwashita (ja)
- Producteurs : Sanezumi Fujimoto, Tadahiro Teramoto et Masakatsu Kaneko
- Société de production : Tōhō
- Pays de production :  Japon
- Langue originale : japonais
- Format : couleur — 1,85:1 — 35 mm — son mono
- Genre : drame
- Durée : 103 minutes[1] (métrage : sept bobines - 2 815 m[1])
- Dates de sortie : 
  - Japon : 29 octobre 1961[1]
  - France : 27 janvier 1982[2],[3]

## Distribution
- Ganjirō Nakamura : Manbei Kohayagawa
- Setsuko Hara : Akiko
- Yōko Tsukasa : Noriko
- Michiyo Aratama : Fumiko
- Keiju Kobayashi : Hisao, le mari de Fumiko
- Chieko Naniwa : Tsune Sasaki
- Reiko Dan : sa fille, Yuriko
- Yumi Shirakawa : Takako Nakanishi, une amie de Noriko
- Akira Takarada : Tadashi Teramoto
- Yū Fujiki : Rokutarō Maruyama
- Haruko Sugimura : Shige Katō, la belle-sœur de Manbei
- Hisaya Morishige : Eiichirō Isomura, le prétendant d'Akiko
- Daisuke Katō : Yanosuke Kitagawa, le beau-frère de Manbei
- Haruko Tōgō : Teruko Kitagawa, sa femme
- Chishū Ryū : un paysan
- Yūko Mochizuki : sa femme

## Distinctions
Sauf indication contraire, les informations mentionnées dans cette section peuvent être confirmées par la base de données cinématographiques IMDb,  présente dans la section « Liens externes ».

### Récompense
- 1962 : prix Mainichi de la meilleure actrice dans un second rôle pour Michiyo Aratama[4]

### Sélection
- En compétition pour l'Ours d'or à la Berlinale 1962